# Alto de l'Angliru
Alto de l'Angliru (også kaldet La Gamonal) er en stejl bjergvej i Asturien nær La Vega-Riosa i det nordlige Spanien. Det er en af de mest krævende stigninger inden for professionel landevejscykling, og har været brugt i Vuelta a España flere gange.

## Detaljer om stigningen
Toppen af stigningen er 1.570 moh. Den samlede højdeforskel er 1.248 meter. Stigningen er 12,55 kilometer lang med en gennemsnitlig stigning på 9,9 %. De første fem kilometer har en stigning på 7,6 %. Den sjette kilometer giver plads til hvile da den har kun 2,1 %, og en kort nedkørsel. Den sidste halvdel af stigningen er langt værre. Fra seks kilometer-mærket til toppen er stigningen 13,1 %. Den stejleste del som har en stigning på 23,6 %, er kendt som Cueña les Cabres, og er omkring tre kilometer fra toppen. Senere kommer der to partier mere med 18-21 pct.